# Café de olla
Il café de olla è una maniera tradizionale di preparare il caffè in Messico. Viene preparato in una pentola (olla) di terracotta, per infusione dei chicchi di caffè macinati grossi o finanche interi in acqua calda, aromatizzando con stecche di cannella (e talvolta con anice stellato e scorza d'arancia) e zuccherando con piloncillo. È abitualmente consumato caldo, ed è tipico dei piccoli paesini dal clima freddo del centro del Paese.